# بيت القوعي (بني العوام)

تعديل مصدري - تعديل

بيت القوعي هي إحدى قرى عزلة ردمان بمديرية بني العوام التابعة لمحافظة حجة، بلغ تعداد سكانها 81 نسمة حسب تعداد اليمن لعام 2004.